# Paysage avec Tobie et Raphaël
Paysage avec Tobie et Raphaël est un tableau peint à l'huile sur toile par le peintre français du Baroque Claude Lorrain en 1639-1640 pour le palais du Buen Retiro par commission de Philippe IV (roi d'Espagne). Il est conservé actuellement au musée du Prado à Madrid.

## Historique de l'œuvre
Commande de Philippe IV pour décorer le palais du Buen Retiro (en particulier pour la Galerie des Paysages), cette œuvre fait partie d’une série picturale à laquelle ont également participé d’autres grands peintres de l’époque, dont Nicolas Poussin, Herman van Swanevelt, Jan Both, Gaspard Dughet et Jean Lemaire. Elle passe de la collection royale au musée du Prado de Madrid, où elle est actuellement conservée (nº de catalogue 2255).
Claude Lorrain a réalisé huit tableaux monumentaux pour le palais du Buen Retiro, en deux groupes : quatre de format longitudinal (en 1635-38: Paysage avec la tentation de saint Antoine, Paysage avec saint Onuphre, Paysage avec sainte María de Cervelló et une oeuvre inconnue) et quatre de format vertical (en 1639-41: Paysage avec Tobie et Raphaël, Le Port d'Ostie avec l'embarquement de sainte Paule, Paysage avec Moïse sauvé des eaux du Nil, Paysage avec l’enterrement de sainte Séraphie). Le programme iconographique, inspiré de la Bible et La Légende dorée, a été choisi par Gaspar de Guzmán, comte-duc d'Olivares, que dirige les travaux.
Ce tableau formait un pendant avec Le Port d'Ostie avec l'embarquement de sainte Paule, également au Prado : alors que sainte Paule représente l’aube, Paysage avec Tobie et Raphaël est situé au coucher du soleil, symbolisant le passage du temps.
Cette œuvre figure sous le numéro 50 dans le Liber Veritatis, le cahier de dessins où Claude notait toutes ses œuvres pour éviter les falsifications.
Il existe une version de cette œuvre exécutée par le peintre américain Washington Allston au Detroit Institute of Arts.

## Description et analyse

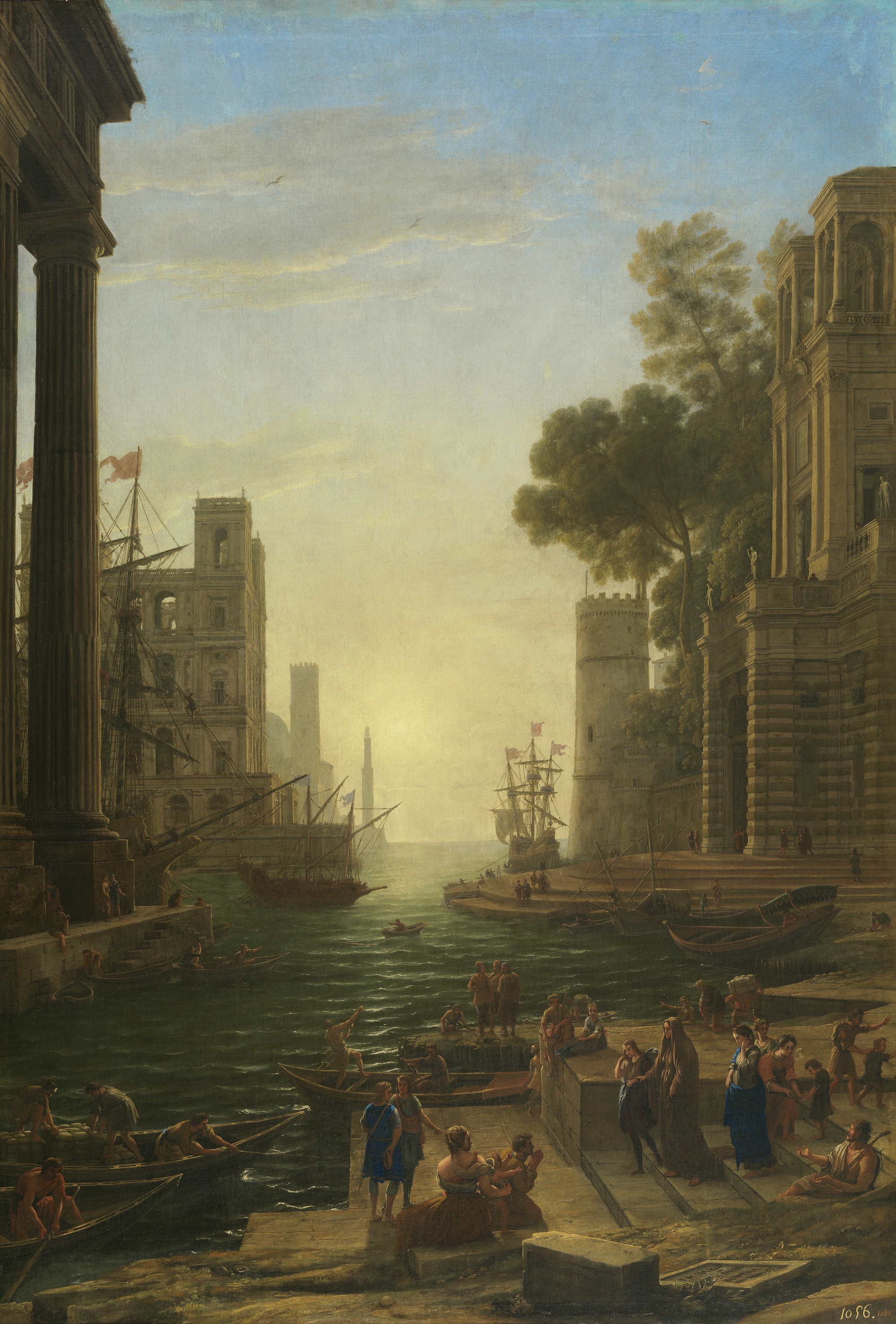
Le Port d'Ostie avec l'embarquement de sainte Paule, son pendant.

Cette peinture religieuse est tirée du Livre de Tobie (VI, 1-5) : l’archange Raphaël apparaît à Tobie près du Tigre, et lui recommande d’utiliser les entrailles d’un poisson pour guérir la cécité de son père ; peu après, il l’accompagne chez Rachel, où il rencontrera sa femme Sarra.
Claude Lorrain déploie une composition en forme de coulisses, où divers éléments (dans ce cas des arbres) sont placés sur les côtés comme les coulisses d’un théâtre, pour conduire le regard vers le fond et créer ainsi un effet de perspective. Au loin, on distingue une tour de guet en ruines, un pont et plusieurs cabanes, qui évoquent le passé classique que Claude a l’habitude de recréer dans ses tableaux. Il montre à nouveau son ingéniosité avec les effets chromatiques et la représentation de la lumière, qui joue un rôle de premier plan dans l’œuvre de cet artiste installé à Rome.